# 2020 en Océanie
Chronologie de l’Océanie
- 2016
- 2017
- 2018
- 2019
- 2020
- 2021
- 2022
- 2023
- 2024

Cet article concerne les événements thématiques qui se produisent durant l'année 2020 en Océanie.

## Politique

### Élections
- 23 janvier : élections générales à Tokelau, territoire sous souveraineté néo-zélandaise. Fofo Tuisano devient Ulu-o-Tokelau, chef du gouvernement[1].
- 19 mars : élections législatives au Vanuatu. La coalition de l'opposition sortante parvient à constituer une majorité au Parlement, avec l'appui de micro-partis. Bob Loughman, le chef du Vanua'aku Pati, devient Premier ministre.
- 15 et 20 avril : élections législatives aux Kiribati. Le tout jeune parti d'opposition Kiribati d'abord remporte une majorité absolue des sièges.
- 30 mai : élections législatives à Niue, État en libre association avec la Nouvelle-Zélande. Le gouvernement sortant conserve sa majorité parlementaire, mais le Premier ministre Sir Toke Talagi perd son siège de député. Son ministre de l'Agriculture et de l'Environnement, Dalton Tagelagi, lui succède.
- 22 juin : élection présidentielle aux Kiribati. Le président Taneti Maamau (parti Tobwaan Kiribati) est réélu avec 59,3 % des voix.
- 12 août au 1er septembre : élections présidentielle et législatives pour la région autonome de Bougainville en Papouasie-Nouvelle-Guinée. Ishmael Toroama, l'un des anciens commandants de l'Armée révolutionnaire de Bougainville durant la guerre civile, est élu président avec pour tâche de négocier avec le gouvernement de Papouasie-Nouvelle-Guinée l'indépendance décidée par les Bougainvillais par référendum en 2019.
- 4 octobre : deuxième référendum d’accession à la pleine souveraineté en Nouvelle-Calédonie. Les citoyens décident à 53,3 % du maintien de la souveraineté française. Un troisième référendum est probable à l'horizon 2022[2].
- 17 octobre : élections législatives et référendums en Nouvelle-Zélande. Le Parti travailliste remporte à lui seul la majorité absolue des sièges, mais maintient son accord de gouvernement avec le Parti vert. Jacinda Ardern demeure Première ministre. Les citoyens valident à 65,9 % le projet de loi de légalisation encadrée de l'euthanasie, et rejettent à 51,2 % la proposition de légalisation de l'usage récréatif du cannabis.
- 22 septembre et 3 novembre : élections législatives (un seul tour, le 3 nov.) et présidentielle (deux tours) aux Palaos. Surangel Whipps Jr est élu président de la République (chiffres définitifs à venir).

### Événements

#### Politique intérieure
- 18 mars : La Nouvelle-Zélande dépénalise l'interruption volontaire de grossesse[3].
- 24 avril : Lord Tuʻivakano, ancien Premier ministre des Tonga, est condamné à une amende de 4 000 paʻanga (€ 1 600) pour possession illégale d'une arme à feu et de munitions, et à deux ans de prison avec sursis pour parjure[4],[5].
- 1er octobre : Henry Puna démissionne du poste de Premier ministre des Îles Cook pour briguer celui de secrétaire-général du Forum des îles du Pacifique. Mark Brown, jusque là vice-Premier ministre, est élu pour lui succéder[6].
- 13 novembre : Le Premier ministre de Papouasie-Nouvelle-Guinée, James Marape, perd sa majorité parlementaire lorsque son vice-Premier ministre Sam Basil rejoint l'opposition parlementaire accompagné de « dizaines » de députés de la majorité, dont huit autres ministres[7],[8]. Le 17 novembre, trois de ces députés reviennent dans le camp du gouvernement et, tandis que l'opposition boycotte la séance parlementaire, les députés du gouvernement adoptent le budget puis suspendent le Parlement jusqu'en avril, empêchant ainsi l'opposition de déposer une motion de censure pour renverser le gouvernement[9]. Le 16 décembre toutefois, dix-huit des députés rejoignent le camp du gouvernement, qui retrouve sa majorité parlementaire. Sam Basil redevient vice-Premier ministre[10].
- 1er décembre : Le Mouvement uni pour la libération de la Papouasie occidentale adopte une « Constitution provisoire » pour la « future République de Papouasie occidentale » et fait de Benny Wenda le président d'un « gouvernement provisoire » du pays. Le gouvernement sera constitué durant les premiers mois de l'année 2021 et visera à obtenir un référendum d'indépendance pour la Nouvelle-Guinée occidentale, à la suite duquel il souhaite organiser des élections pour faire du pays « le premier État vert au monde et un modèle de droits de l'homme - à l'opposé des décennies de colonisation indonésienne sanglantes ». Le gouvernement indonésien déclare « illégitime » ce début de gouvernement papou[11],[12].
- 10 décembre : Gaston Flosse, ancien président de la Polynésie française, est condamné à deux ans de prison avec sursis, une amende de 83 000 € et cinq années d’inéligibilité pour détournement de fonds publics[13].

#### Diplomatie et relations internationales

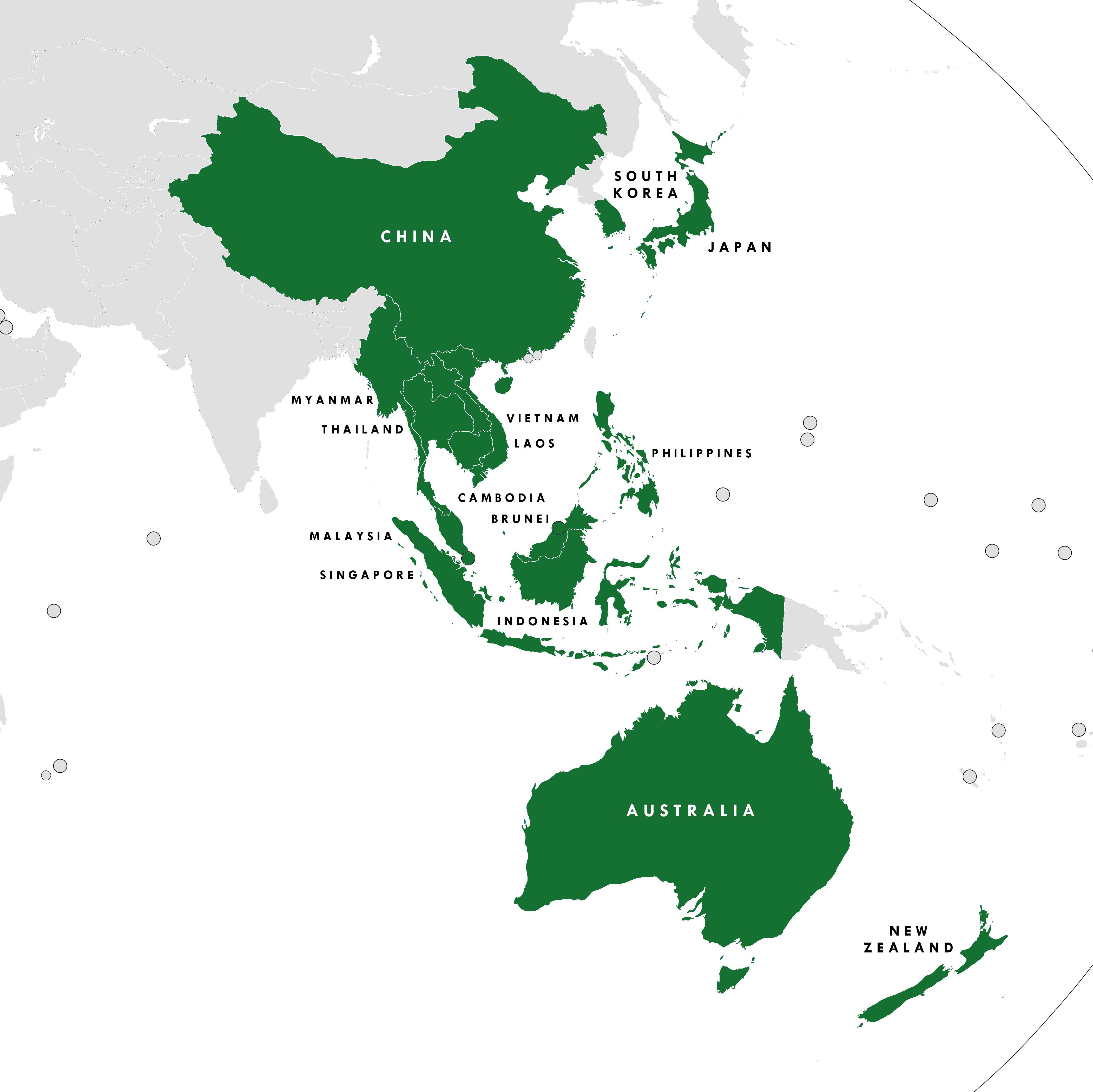
Les États signataires du Partenariat économique régional global le 15 novembre 2020.

- 16 octobre : Les Fidji signent avec les États-Unis un Accord cadre de commerce et d'investissement, le premier accord de ce type entre les États-Unis et un petit État insulaire en développement d'Océanie. Le ministre fidjien du Commerce Faiyaz Koya (en) espère que ce cadre mènera à terme à un accord de libre-échange bilatéral[14].
- 15 novembre : L'Australie et la Nouvelle-Zélande signent le Partenariat économique régional global, accord de libre-échange avec les États de l'ASEAN ainsi qu'avec la Chine, le Japon et la Corée du Sud[15].
- 13 décembre : Entrée en vigueur de l'accord de libre-échange PACER Plus entre l'Australie, la Nouvelle-Zélande et neuf États insulaires du Pacifique : les Îles Cook, les Kiribati, Nauru, Niué, les Samoa, les Salomon, les Tonga, les Tuvalu et le Vanuatu[16]. Les deux principales économies parmi les États océaniens en développement, les Fidji et la Papouasie-Nouvelle-Guinée, ont toutefois décidé de ne pas le signer[17].

### Gouvernements
- Australie
  - reine : Élisabeth II d'Australie
  - gouverneur-général : David Hurley
  - premier ministre : Scott Morrison
- Îles Cook
  - reine : Élisabeth II de Nouvelle-Zélande
  - représentant de la reine : Tom Marsters
  - premier ministre : Henry Puna (jusqu'au 1er octobre, puis) Mark Brown
- États fédérés de Micronésie
  - président : David Panuelo
- Fidji
  - président : Jioji Konrote
  - premier ministre : Frank Bainimarama
- Kiribati
  - président : Taneti Maamau
- Îles Marshall
  - président : Hilda Heine (jusqu'au 14 janvier, puis) David Kabua
- Nauru
  - président : Lionel Aingimea
- Niué
  - reine : Élisabeth II de Nouvelle-Zélande
  - premier ministre : Toke Talagi (jusqu'au 11 juin, puis) Dalton Tagelagi
- Nouvelle-Zélande
  - reine : Élisabeth II de Nouvelle-Zélande
  - gouverneur général : Dame Patsy Reddy
  - premier ministre : Jacinda Ardern
- Palaos
  - président : Tommy Remengesau
- Papouasie-Nouvelle-Guinée
  - reine : Élisabeth II de Papouasie-Nouvelle-Guinée
  - gouverneur général : Sir Bob Dadae
  - premier ministre : James Marape
- Îles Salomon
  - reine : Élisabeth II des Îles Salomon
  - gouverneur général : Sir David Vunagi
  - premier ministre : Manasseh Sogavare
- Samoa
  - o le Ao o le Malo : Tuimaleali'ifano Va'aletoa Sualauvi II
  - premier ministre : Tuilaepa Sailele Malielegaoi
- Tonga
  - roi : Tupou VI
  - premier ministre : Pohiva Tuʻiʻonetoa
- Tuvalu
  - reine : Élisabeth II des Tuvalu
  - gouverneur général : Teniku Talesi
  - premier ministre : Kausea Natano
- Vanuatu
  - président : Tallis Obed Moses
  - premier ministre : Charlot Salwai (jusqu'au 20 avril, puis) Bob Loughman

## Environnement

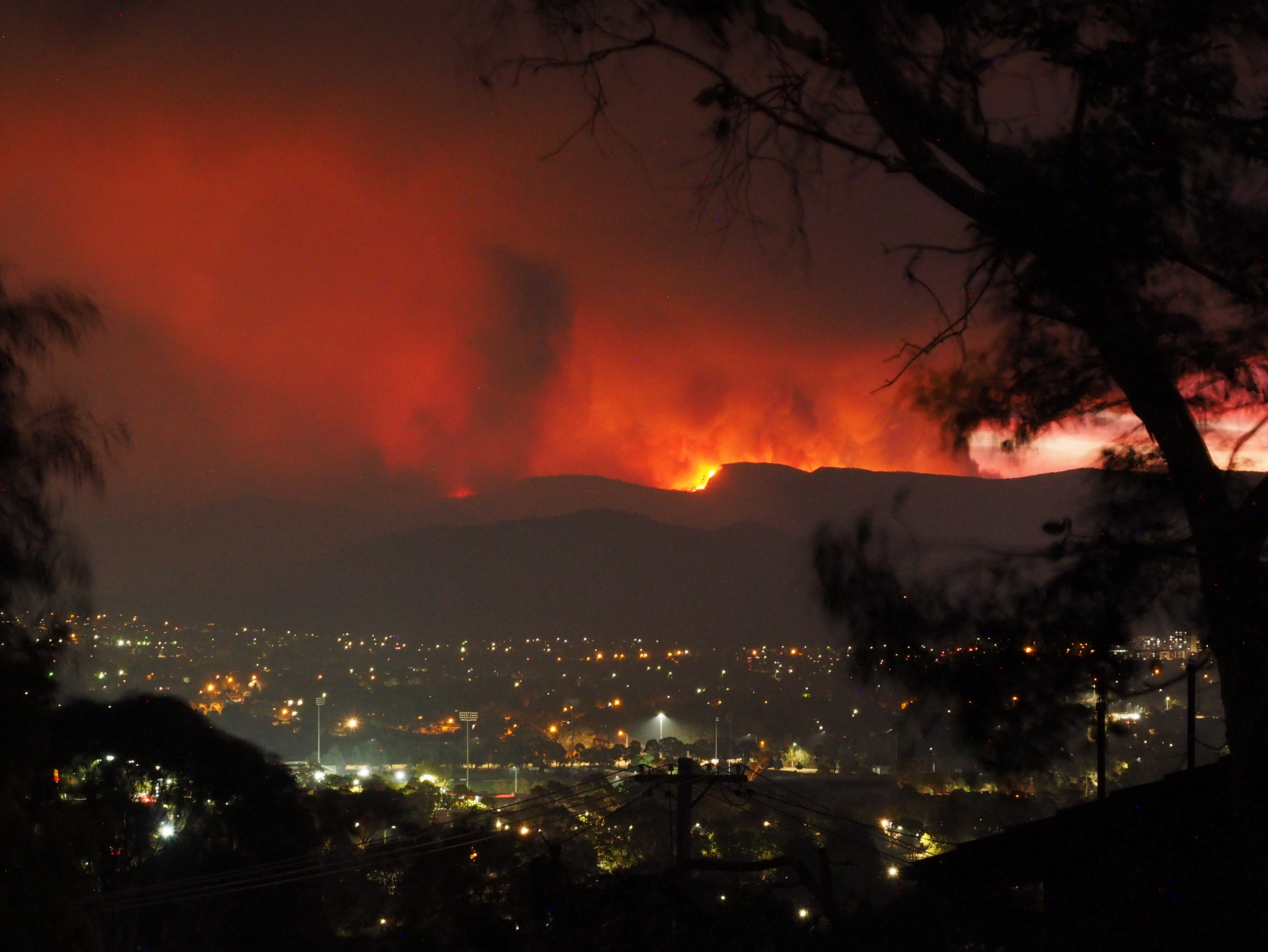
Feux de brousse vus depuis Tuggeranong, dans le sud de Canberra, fin janvier 2020.

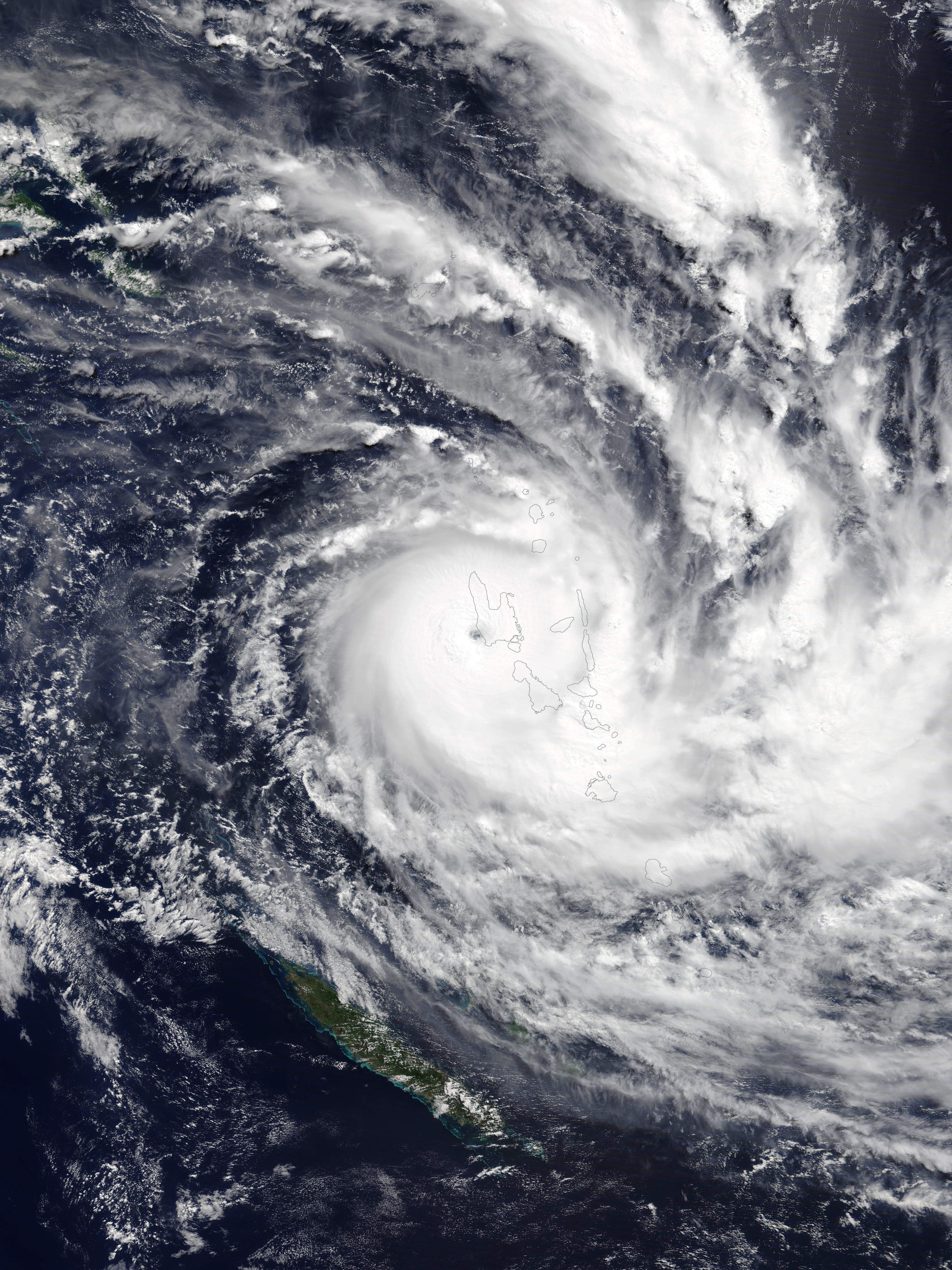
Le cyclone Harold atteignant l'île d'Espiritu Santo et les îles avoisinantes au Vanuatu, début avril 2020.

- janvier : Les nombreux feux de brousse de la fin de l'année 2019 dans le sud-est de l'Australie, considérés comme « catastrophiques » à partir de novembre 2019, s'intensifient encore. En date du 1er janvier 2020, les feux ont tué dix-huit personnes et de très nombreux animaux, détruit des centaines de foyers, contraint à l'évacuation de dizaines de milliers de personnes et ravagé près de six millions d'hectares de terre[18],[19]. Un milliard d'animaux pourraient avoir été tués, d'après une estimation scientifique début janvier[20],[21].
- 17 janvier : Le cyclone Tino, de catégorie 3, provoque d'importants dégâts aux Tuvalu. Plusieurs centaines de personnes sont évacuées de leur foyer avant son passage. Des vagues de huit mètres frappent ces îles dont le point culminant se trouve à 4 m, et aggravent l'érosion côtière. Le centre de Funafuti, la capitale, est entièrement traversé par les vagues. Des arbres et autres plantations agricoles sont arrachés, et l'eau de mer salée contamine les plantations. Les toits de plusieurs maisons sont arrachés. Les infrastructures électriques et de réserve d'eau potable sont également endommagées. Estimant qu'environ la moitié de la population de ce pays de quelque 1 100 personnes ont été « gravement affectées », le gouvernement décrète l'état d'urgence[22],[23].
- 31 janvier : Le Territoire de la capitale australienne déclare un état d'urgence face aux feux de brousse qui continuent de se propager[24].
- 2 mars : Après 240 jours consécutifs, les derniers feux de brousse s'éteignent en Australie. Ils ont tué 33 personnes et détruit 12,6 millions d’hectares de forêts et 3 000 logements[25].
- 3 avril : Le cyclone Harold, alors de catégorie 1, frappe un ferry transportant des passagers entre les îles de Guadalcanal et de Malaita aux Salomon. Vingt-sept personnes tombent par-dessus bord et sont perdues en mer[26],[27].
- 6 avril : Le cyclone atteint la catégorie 5, la plus dangereuse, avant de frapper l'île de Santo au Vanuatu, et après y avoir provoqué plusieurs jours de pluies intenses. Le gouvernement relâche provisoirement et localement l'interdiction des rassemblements publics, décrétée dans le cadre de la prévention face à la pandémie de Covid-19, et autorise les personnes sur l'île à se rassembler dans des abris[28]. À Santo et dans d'autres îles du Nord du pays, avec des vents allant jusqu'à 250 km/h, le cyclone provoque de très importants dégâts, détruisant intégralement des villages et des champs agricoles[29], et faisant trois morts[30]. La population de ces îles est privée d'eau et d'électricité, y compris à Luganville, la deuxième ville du pays, où le fleuve Sarakata a crû de plus de six mètres, détruisant des maisons. Les cultures vivrières des populations sont détruites[31]. Les fournitures d'aide d'urgence aux populations affectées, envoyées par le gouvernement australien, sont traitées avec un désinfectant à Port-Vila et placées trois jours en quarantaine avant d'être acheminées aux populations dans le besoin, afin de ne pas risquer d'introduire le coronavirus dans le pays[30].
- 8 avril : Désormais de catégorie 4, le cyclone Harold frappe les Fidji, détruisant des bâtiments et provoquant d'importantes inondations sur la côte ouest de l'île de Viti Levu[32]. L'île de Kadavu et l'archipel de Yasawa subissent également des dégâts[29]. Une personne est tuée, et plus de 2 000 foyers sont endommagés, dont quelque 500 sont détruits, contraignant quelque 1 500 personnes à rester dans des centres d'évacuation après le passage du cyclone[33].
- 17 et 18 décembre : Le cyclone Yasa (en), de catégorie 5 (la plus intense), frappe l'île de Vanua Levu (notamment la province de Bua) et plusieurs îles plus petites des Fidji, avec des rafales atteignant 345 km/h. Des villages entiers sont détruits, ainsi que des champs agricoles. Au moins deux personnes sont tuées : un agriculteur de 46 ans dont la maison s'est effondrée sur lui dans la province de Macuata, et un bébé âgé de trois mois. Le Premier ministre Frank Bainimarama, notant l'ampleur des dégâts, rappelle que la fréquence et l'intensité des cyclones atteignant le pays ont nettement augmenté avec le réchauffement climatique. Le 17 décembre également, le cyclone Zazu, de catégorie 2, provoque d'importantes inondations à Apia, la capitale des Samoa[34],[35].

## Pandémie de Covid-19
| Pays ou territoire                  | Nbre de patients ayant été atteints (au 13 août 2020) | Guéris | Morts | Cas actifs recensés |
| ----------------------------------- | ----------------------------------------------------- | ------ | ----- | ------------------- |
| Australie                           | 22 127                                                | 12 774 | 352   | 8 195               |
| Hawaï (États-Unis)                  | 3 958                                                 | 1 665  | 38    | 2 331               |
| Nouvelle-Zélande                    | 1 567                                                 | 1 523  | 22    | 22                  |
| Guam (États-Unis)                   | 477                                                   | 343    | 5     | 129                 |
| Papouasie-Nouvelle-Guinée           | 269                                                   | 75     | 3     | 191                 |
| Polynésie française (France)        | 112                                                   | 62     | 0     | 50                  |
| îles Mariannes du Nord (États-Unis) | 49                                                    | 19     | 2     | 28                  |
| Fidji                               | 28                                                    | 20     | 1     | 7                   |
| Nouvelle-Calédonie (France)         | 23                                                    | 22     | 0     | 1                   |
| île de Pâques (Chili)               | 5                                                     | 5      | 0     | 0                   |

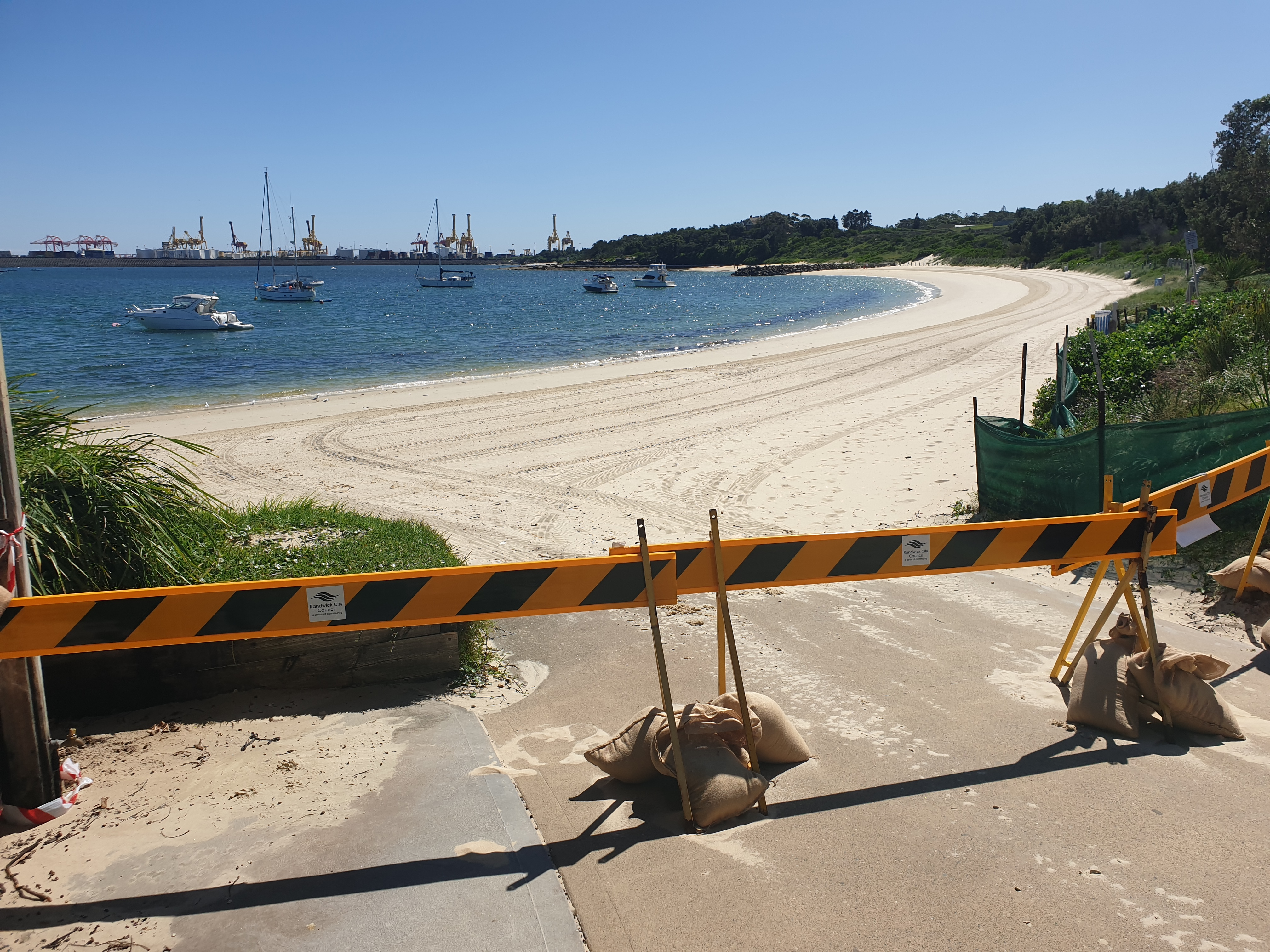
Début avril, accès interdit à la plage à La Perouse, en Australie, pour restreindre la propagation de la maladie.

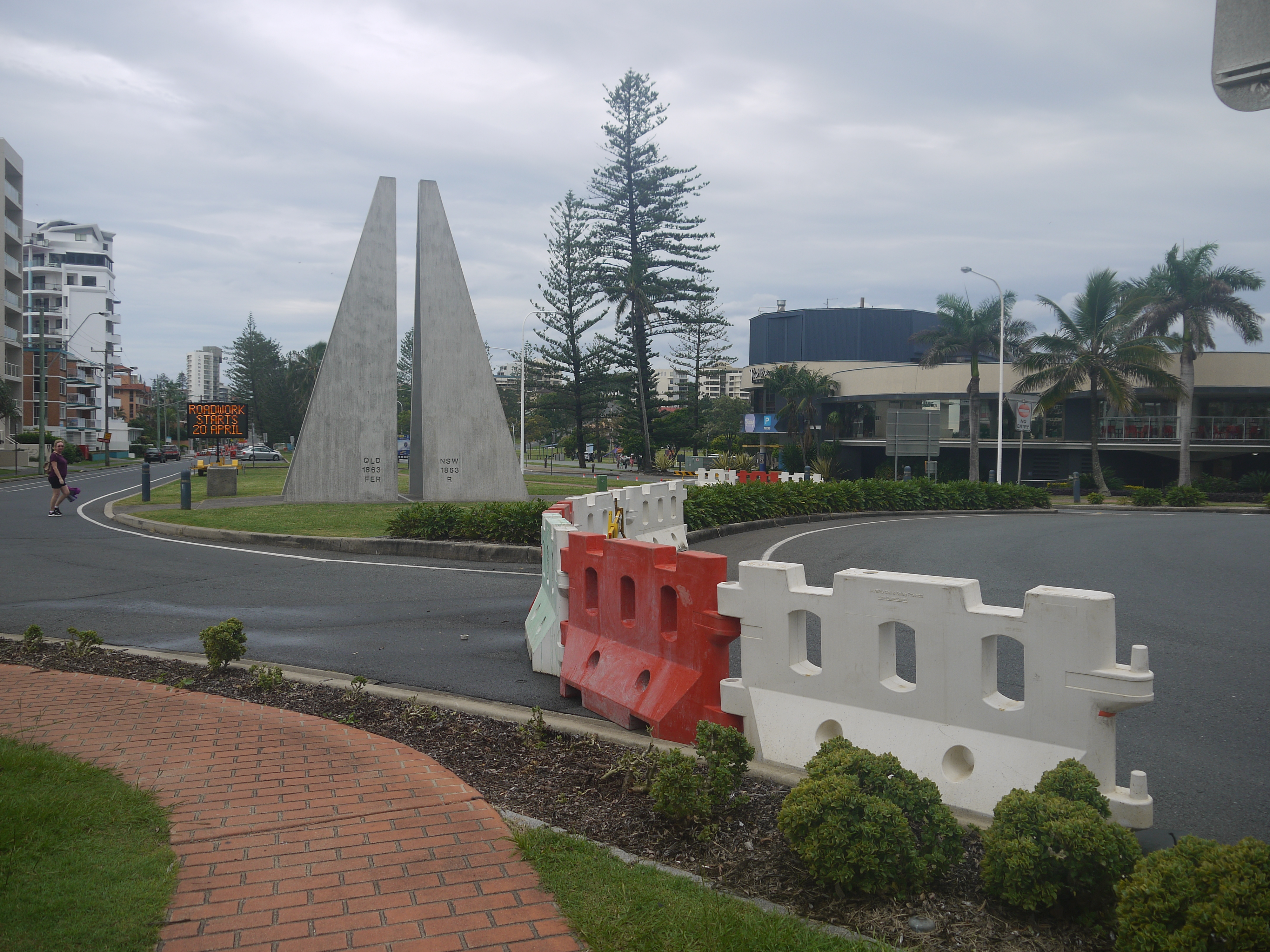
Début avril : barrières installées par les autorités du Queensland à Coolangatta pour interdire l'accès à cet État depuis la Nouvelle-Galles du Sud voisine.

- 19 mars : En réponse à la pandémie de maladie à coronavirus de 2019-2020, et pour la première fois de leur histoire, l'Australie et la Nouvelle-Zélande interdisent l'accès à leur territoire national à toute personne qui n'est ni citoyenne, ni résidente permanente[36]. La Papouasie-Nouvelle-Guinée, qui n'a pas encore de malades recensés sur son territoire, fait de même le 21 mars, faisant exception pour les médecins et conseillers étrangers pouvant aider le pays à lutter contre le virus[37]. Les Tonga et les Samoa appliquent cette même mesure quelques heures plus tard[38], et les Salomon font de même le 22 mars[39]. À compter du 23 mars, les Tonga interdisent toute entrée dans le pays, y compris pour les ressortissants tongiens, et le gouvernement samoan interdit tout rassemblement de plus de cinq personnes, notamment dans les églises où de nombreuses personnes avaient persisté à se rassembler la veille[40].
- 22 mars : Alors que le nombre de malades recensés atteints du virus Covid-19 en Australie atteint 1315, dont sept morts, le gouvernement annonce qu'à compter du lendemain, les pubs, clubs (dont les clubs de gym), cinémas et lieux de cultes devront fermer, tandis que les cafés et restaurants ne pourront servir que des plats et boissons à emporter. Le gouvernement fait valoir que trop d'Australiens continuaient à se rassembler dans des lieux publics en faisant fi des distances de sécurité. Les écoles resteront ouvertes mais les parents pourront choisir de garder leurs enfants chez eux[41].
- 23 mars : Après avoir été réduits, les vols entre les Fidji et le reste du monde sont annulés, à l'exception d'une liaison deux fois par semaine entre Nadi et Singapour. À cette date le pays compte trois malades recensés, tous issus de la même famille[42]. Le gouvernement interdit les rassemblements de plus de vingt personnes[43] et, à partir du 29 mars, interdit les déplacements entre les îles du pays, pour endiguer la propagation du virus à l'intérieur de l'archipel[44].

En Nouvelle-Zélande, illustration de la nécessité du confinement.

- 25 mars : Début du confinement obligatoire à domicile de la population en Nouvelle-Zélande[45].
- 27 mars : Les Salomon, où il n'y a encore aucun cas recensé, interdisent tout vol entrant sur leur territoire. Le gouvernement ordonne la fermeture des boîtes de nuit, des bars à kava et des casinos[46].
- 29 mars : Début du confinement obligatoire à domicile de la population aux Tonga. Les habitants ne sont autorisés à sortir que pour acheter des produits de première nécessité, ou pour des raisons médicales, ou pour se rendre à la banque, ou dans le cadre de leur travail s'ils participent à fournir un service essentiel. Un couvre-feu s'applique de 20h à 6h, et les forces armées sont déployées aux côtés de la police pour veiller à son application[47].
- 30 mars : Les Fidji instaurent le couvre-feu tous les jours de 22h à 5h[48].
- 30 mars : Le gouvernement fédéral en Australie interdit tout rassemblement public de plus de deux personnes (la limite précédente étant de dix personnes), mais laisse aux États et territoires du pays le choix de faire appliquer cette mesure. Seuls l'Australie-Méridionale et le Territoire du Nord décident de ne continuer à infliger d'amendes qu'aux rassemblements de plus de dix personnes, à condition que les personnes rassemblées respectent la distanciation sociale[49].
- Mi-avril, les États océaniens des Kiribati, des îles Marshall, de la Micronésie, de Nauru, des Palaos, des Samoa, des Salomon, des Tonga, des Tuvalu et de Vanuatu sont quasiment les seuls pays au monde à n'avoir aucun cas recensé de malade du Covid-19, ayant chacun pris d'importantes mesures préventives et ayant fermé leurs frontières. Ailleurs dans le monde, le Lesotho, les Comores, la Corée du Nord, le Turkménistan et le Tadjikistan sont les seuls autres États à prétendre n'avoir aucun malade mais, à l'exception des Comores, ces affirmations sont jugées peu crédibles - rendant ainsi les petits États insulaires d'Océanie la dernière région du monde épargnée par la pandémie[50].
- 25 avril : Pour la première fois de l'histoire, les rassemblements publics de commémoration à l'aube pour Anzac Day sont annulés en Australie et en Nouvelle-Zélande[51].

## Autres événements marquants
- 27 août : L'auteur des attentats de Christchurch de 2019 est condamné à la prison à vie sans possibilité de libération anticipée. Il est la première personne dans l'histoire de la Nouvelle-Zélande à être reconnue coupable d'acte terroriste, et la première à être emprisonnée à vie[52].

## Décès

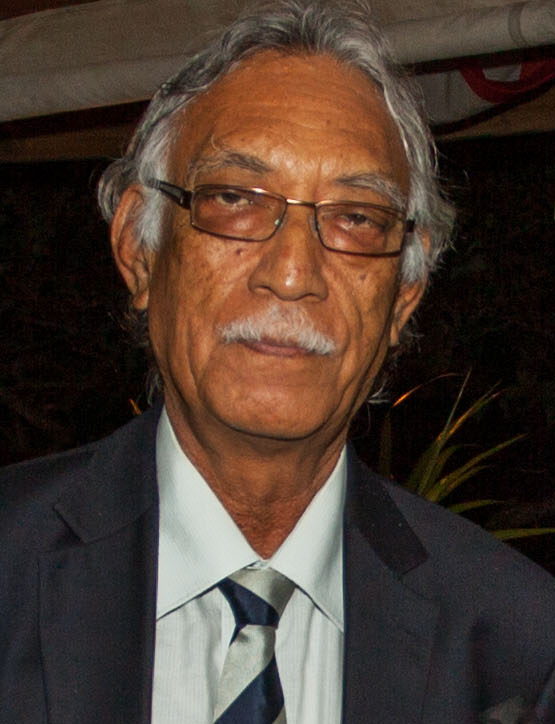
Sir Toke Talagi, Premier ministre de Niue de 2008 à juin 2020, mort en juillet 2020.

- 2 février : Mike Moore, né le 28 janvier 1949, Premier ministre de Nouvelle-Zélande durant 59 jours en 1990 puis directeur-général de l'Organisation mondiale du commerce de 1999 à 2002 et ambassadeur de Nouvelle-Zélande aux États-Unis de 2010 à 2015[53].
- 24 février : Andy Ayamiseba, activiste papou d'Indonésie, cofondateur du Mouvement uni pour la libération de la Papouasie occidentale, et précédemment musicien du groupe Black Brothers (en)[54].
- 25 février : Satya Nandan, né en 1936, ambassadeur des Fidji auprès de la Communauté économique européenne de 1976 à 1980, président du comité de rédaction de la Convention des Nations unies sur le droit de la mer, et premier secrétaire-général de l'Autorité internationale des fonds marins de 1996 à 2008[55].
- 11 mars : Sir Rob Fenwick (en), né le 5 mai 1951, environnementaliste et homme d'affaires néo-zélandais[56].
- 21 avril : Laisenia Qarase, né le 4 février 1941, Premier ministre des Fidji de 2001 à 2006[57].
- 15 juillet : Sir Toke Talagi, né le 9 janvier 1951, Premier ministre de Niue de juin 2008 à juin 2020, mort à l'issue d'une longue maladie et de nombreuses hospitalisations[58].
- 6 août : Apisai Tora, né le 5 janvier 1934, homme politique fidjien et militant controversé pour la suprématie politique autochtone, trois fois ministre[59].
- 4 septembre : Joe Williams, né en novembre 1934, Premier ministre des Îles Cook en 1999 ; mort du Covid-19[60].
- 15 septembre : Nahau Rooney, née vers 1945, femme politique papou-néo-guinéenne[61].
- 24 septembre : Dean Jones (en), né le 24 mars 1961, joueur australien de cricket[62].
- 14 octobre : John Richard Reid (en), né le 3 juin 1928, capitaine de l'équipe de Nouvelle-Zélande de cricket dans les années 1950 / 1960[63].
- début novembre : Jim Marurai, né le 9 juillet 1947, Premier ministre des Îles Cook de 2004 à 2010[64].
- 26 novembre : Ratu Tevita Momoedonu, né le 4 février 1941, Premier ministre des Fidji quelques minutes le 27 mai 2000 puis du 14 au 16 mars 2001[65].
- v. le 16 décembre : Saufatu Sopoaga, né le 22 février 1952, Premier ministre des Tuvalu de 2002 à 2004[66].
- 18 décembre : Michael Jeffery, né le 12 décembre 1937, gouverneur général d'Australie de 2003 à 2008[67].
- 19 décembre : Sir Mekere Morauta, né le 12 juin 1946, Premier ministre de Papouasie-Nouvelle-Guinée de 1999 à 2002[68].